# Deutsche Cadre-47/1-Meisterschaft 1989/90

Veranstaltungsort: Frankfurt am Main

Die Deutsche Cadre-47/1-Meisterschaft 1989/90 ist eine Billard-Turnierserie und fand vom 9. bis 10. Dezember 1989 in Frankfurt am Main zum 23. Mal statt.

## Geschichte
Der Münchner Wolfgang Zenkner gewann in Frankfurt am Main seinen zweiten Deutschen Meistertitel im Cadre 47/1. Im Finale besiegte er den Titelverteidiger Fabian Blondeel mit seiner besten Turnierleistung mit 250:182 in vier Aufnahmen. Blondeel kam im Halbfinale erst in der Verlängerung mit 25:18 gegen Dieter Wirtz ins Endspiel. Wirtz gewann bereits seine sechste Medaille im Cadre 47/1.
Leider sind in der deutschen Billard Zeitung Billard Sport nur sehr lückenhafte Informationen über das Turnier veröffentlicht worden.

## Modus
Die ersten drei des Vorjahres waren bereits für die Endrunde gesetzt.
Gespielt wurde in der Gruppenphase bis 150 Punkte oder 10 Aufnahmen. In der K.-o.-Phase wurde bis 250 Punkte gespielt.
Die Endplatzierung ergab sich aus folgenden Kriterien:
1. Matchpunkte
2. Generaldurchschnitt (GD)
3. Bester Einzeldurchschnitt (BED)
4. Höchstserie (HS)

## Teilnehmer
1. Fabian Blondeel (DBC Bochum 1926) (Titelverteidiger)
2. Volker Simanowswki (BSV Velbert) (Vorjahreszweiter)
3. Thomas Wildförster (BF Horster-Eck Essen 1959) (Vorjahresdritter)
4. Orhan Erogul (BC Frankfurt 1912) (Ausrichterplatz)
5. Wolfgang Zenkner (BSV München)
6. Martin Horn (BSV Velbert)
7. Dieter Wirtz (BSG Neudorf-Hochfeld)
8. Roger Liere (BC Alt Kleef Kleve)

## Turnierverlauf

### Gruppenphase
| MP    | Match Points (Sieger = 2; Unentschieden = 1; Verlierer = 0) |
| Pkte. | Erzielte Karambolagen                                       |
| Aufn. | Benötigte Versuche                                          |
| GD    | Generaldurchschnitt                                         |
| BED   | Bester Einzeldurchschnitt eines Spielers                    |
| HS    | Höchstserie                                                 |
|       | Bester GD des Turniers                                      |
|       | Bester ED des Turniers                                      |
|       | Beste HS des Turniers                                       |
|       | 1. Platz (Gold)                                             |
|       | 2. Platz (Silber)                                           |
|       | 3. Platz (Bronze)                                           |

| Platz | Name            | MP  | Pkte. | Aufn. | GD    | BED   | HS |
| ----- | --------------- | --- | ----- | ----- | ----- | ----- | -- |
| 1     | Fabian Blondeel | 4:2 |       |       | 15,28 | 30,00 | ?  |
| 2     | Martin Horn     | 4:2 |       |       | 15,00 | 21,42 | 68 |
| 3     | Roger Liere     | 4:2 |       |       | 7,24  | 9,10  | 53 |
| 4     | Orhan Erogul    | 0:6 | 180   | 22    | 8,18  | –     | 29 |

| Platz | Name               | MP  | Pkte. | Aufn. | GD    | BED   | HS  |
| ----- | ------------------ | --- | ----- | ----- | ----- | ----- | --- |
| 1     | Wolfgang Zenkner   | 6:0 | 450   | 15    | 30,00 | 50,00 | 121 |
| 2     | Dieter Wirtz       | 4:2 |       |       | 14,00 | 75,00 | 149 |
| 3     | Thomas Wildförster | 2:4 |       |       | 12,37 | 11,00 | 49  |
| 4     | Volker Simanowski  | 0:6 |       |       | 4,89  | –     | 30  |

### Finalrunde
| Halbfinale       |     |         |    |       |       |     |
| Fabian Blondeel  | 2:0 | 250(25) | 10 | 25,00 | 25,00 | 113 |
| Dieter Wirtz     | 0:2 | 250(18) | 10 | 25,00 | 25,00 | 50  |
| Wolfgang Zenkner | 2:0 | 250     | 10 | 25,00 | 25,00 | 105 |
| Martin Horn      | 0:2 | 114     | 10 | 11,40 | –     | 48  |
| Spiel um Platz 3 |     |         |    |       |       |     |
| Dieter Wirtz     | 2:0 | 250     | 14 | 17,85 | 17,85 | 50  |
| Martin Horn      | 0:2 | 178     | 14 | 12,17 | –     | 34  |
| Finale           |     |         |    |       |       |     |
| Fabian Blondeel  | 0:2 | 182     | 4  | 45,50 | –     | 80  |
| Wolfgang Zenkner | 2:0 | 250     | 4  | 62,50 | 62,50 | 126 |

### Abschlusstabelle
| Klassement                 | Klassement         | Klassement | Klassement | Klassement | Klassement | Klassement | Klassement | Klassement |
| Platz                      | Name               | MP         | Pkte.      | Aufn.      | GD         | BED        | HS         |            |
| -------------------------- | ------------------ | ---------- | ---------- | ---------- | ---------- | ---------- | ---------- | ---------- |
| 1                          | Wolfgang Zenkner   | 10:0       | 950        | 29         | 32,75      | 62,50      | 126        |            |
| 2                          | Fabian Blondeel    | 6:4        |            |            | 20,87      | 30,00      | 113        |            |
| 3                          | Dieter Wirtz       | 6:4        |            |            | 18,20      | 75,00      | 149        |            |
| 4                          | Martin Horn        | 6:4        |            |            | 13,64      | 21,42      | 68         |            |
| 5                          | Roger Liere        | 4:2        |            |            | 7,24       | 9,10       | 53         |            |
| 6                          | Thomas Wildförster | 2:4        |            |            | 12,37      | 11,00      | 49         |            |
| 7                          | Orhan Erogul       | 0:6        | 180        | 22         | 8,18       | –          | 29         |            |
| 8                          | Volker Simanowski  | 0:6        |            |            | 4,89       | –          | 30         |            |
| Turnierdurchschnitt: 15,40 |                    |            |            |            |            |            |            |            |